# Первомайский (Унечский район)
Первомайский — поселок в Унечском районе Брянской области в составе Березинского сельского поселения.

## География
Находится в центральной части Брянской области на расстоянии приблизительно 7 км на восток-юго-восток по прямой от районного центра города Унеча.

## История
Упоминался с 1930-х годов как одноименный колхоз. На карте 1941 года отмечен как поселение с 19 дворами.

## Население
Численность населения: 78 человек (1979 год), 46 (1989), 44 человека (русские 100 %) в 2002 году, 28 в 2010.